# Esteban Báthory de Somlya
El conde Esteban Báthory de Somlya (en húngaro: Báthory István) (1477–1534) era un noble húngaro. Fue vaivoda de Transilvania, fiel servidor del rey Juan I de Hungría y padre del futuro rey Esteban I de Polonia.

## Biografía
Esteban nació en 1477, hijo de Nicolás Báthory (1462–1500), miembro de la rama Somlyó de la familia Báthory. En 1521, fue nombrado asistente del vaivoda de Transilvania, sirviendo al conde húngaro Juan Szapolyai que gobernaba esta región del Reino de Hungría. El rey Luis II de Hungría murió en la batalla de Mohács en 1526, cuando los húngaros fueron derrotados por los ejércitos turcos. Luego de esto, Juan Szapolyai reclamó para sí el trono vacante húngaro, y Esteban Báthory lo apoyó. La alta nobleza húngara coronó pronto a Szapolyai como Juan I de Hungría, al ser este la figura más influyente en el reino. Como recompensa por su servicio, Esteban Báthory fue nombrado vaivoda de Transilvania en 1529 por Juan I.

## Matrimonio e hijos
Esteban Báthory tomó como esposa a la noble húngara Catalina Telegdy de Kincstartó, la cual le dio numerosos descendientes:
- Nicolás Báthory
- Catalina Báthory
- Andrés Báthory (quien falleció en 1563)
- Sofía Báthory
- Ana Báthory (1539-1570), quien aparentemente nació después de la muerte de su padre. Fue la madre de la conocida Isabel Báthory, la "condesa sangrienta".
- Cristóbal Báthory (1530-1581), quien gobernó Transilvania como representante de su hermano menor Esteban mientras éste reinaba en Polonia.
- Esteban Báthory (1533-1586), quien se convirtió en vaivoda de Transilvania (y luego Príncipe) y Rey de Polonia.